# Маммиллярия мясо-красная
Маммиллярия мясо-красная (лат. Mammillaria carnea) — кактус из рода Маммиллярия.

## Описание
Стебель шаровидный или цилиндрический, тёмно-зелёный, до 10 см длиной, диаметром до 8 см, ветвящийся. Сосочки пирамидальные, острогранные, 1 см длиной. На изломе стебля и сосочков выделяется млечный сок. Аксиллы с желтоватыми шерстинками, которые с возрастом исчезают.
Центральных колючек 4, они прямые, жёсткие, розоватые, с чёрными кончиками, все около 1 см, самая нижняя — 2-3 см длиной. Радиальные колючки отсутствуют. Вместо них на верхних ареолах может быть по одной-две щетинки.
Цветки тёмно-розовые с красноватой центральной линией.

## Распространение
Эндемик мексиканских штатов Герреро и Оахака. Растёт в сухих пустынях.